# McLain Ward
McLain Ward (Mount Kisco, 17 de outubro de 1975) é um ginete de elite estadunidense, especialista em saltos, bicampeão olímpico. 

## Carreira
Ward representou seu país nos Jogos Olímpicos de 2004, 2008, 2012, 2016 e 2020 na qual conquistou a medalha de ouro nos saltos por equipes em 2004 e 2008.
Na Rio 2016, conquistou a medalha de prata por equipes montando Azur, com apenas cinco perdidos ao lado de Kent Farrington, Lucy Davis e Elizabeth Madden. Repetiu a medalha de prata por equipes em Tóquio 2020.